# NGC 3322
NGC 3322 je spiralna galaktika u zviježđu Sekstantu. Naknadnim usporedbama ustanovljeno je da je to ista galaktika kao NGC 3321.

## Vanjske poveznice
- (eng.) SEDS: NGC 3322
- (eng.) Revidirani Novi opći katalog
- (eng.) Izvangalaktička baza podataka NASA-e i IPAC-a
- (eng.) Astronomska baza podataka SIMBAD
- (eng.) VizieR